# Unterseeboot U-102 (1917)
Pour les autres navires du même nom, voir Unterseeboot 102.
L'Unterseeboot U-102 est un sous-marin de type U 57 utilisé par la marine impériale allemande pendant la Première Guerre mondiale. L'U-102 a été lancé le 12 mai 1917. Il est mis en service dans la marine impériale le 18 juin 1917.
Servant avec la IIe flottille, le U-boot effectua sept patrouilles de guerre et coula quatre navires pour un total de 9340 tonneaux de jauge brute (TJB), et en endommagea un autre (le HMS Virginian de 10757 TJB.
Entre le 28 et le 30 septembre 1918, l'U-102 heurte une mine dans le barrage de mines de la mer du Nord, à l’est des îles Orcades, alors qu’il rentre à son port d'attache. Les 42 membres d’équipage ont perdu la vie dans le naufrage. L’épave de l'U-102 a été localisée par un balayage sonar en 2006. Des plongeurs ont découvert, en 2007, des preuves confirmant son identification,.

## Conception
L'U-102 avait un déplacement de 750 tonnes en surface et de 952 tonnes en immersion. Il avait une longueur hors tout de 67,60 m, et 54,02 m pour la coque sous pression, un maître-bau de 6,32 m, une hauteur de 8,25 m et un tirant d'eau de 3,65 m. Le sous-marin était propulsé par deux moteurs Diesel de 2400 ch (1800 kW) en surface et deux moteurs électriques de 1200 ch (880 kW) sous l’eau. Il avait deux arbres d'hélice. Il était capable d’opérer à des profondeurs allant jusqu’à 50 mètres.
La vitesse maximale était de 16,5 nœuds (30,6 km/h) en surface et de 8,8 nœuds (16,3 km/h) en immersion. Il pouvait parcourir 10100 milles marins (18700 km) à 8 nœuds (15 km/h) en surface et 45 milles marins (83 km) à 5 nœuds (9,3 km/h) en immersion. L'U-102 était armé de six tubes lance-torpilles de 50 centimètres, quatre à l’avant et deux à l’arrière, de douze à seize torpilles et de deux canons de pont de 8,8 cm SK L/30. Il avait un effectif de 36 hommes : 32 membres d’équipage et quatre officiers.

## Affectations
- IIe flottille : du 5 août 1917 au 30 septembre 1918.

## Commandants
- Kapitänleutnant Ernst Killmann[4] : du 5 août 1917 au 25 novembre 1917.
- Kptlt. Curt Beitzen[5] : du 26 novembre 1917 au 27 septembre 1918.

## Navires coulés
| Date             | Nom           | Nationalité | Tonnage | Destin.   |
| ---------------- | ------------- | ----------- | ------- | --------- |
| 21 août 1917     | HMS Virginian | Royal Navy  | 10757   | Endommagé |
| 8 décembre 1917  | Lucien        | France      | 200     | Coulé     |
| 13 décembre 1917 | Noviembre     | Espagne     | 3500    | Coulé     |
| 21 février 1918  | Cheviot Range | Royaume-Uni | 3691    | Coulé     |
| 3 mars 1918      | Romeo         | Royaume-Uni | 1730    | Coulé     |
| 24 juin 1918     | Caroline      | Danemark    | 219     | Coulé     |